# Geoffrey Jensen
Geoffrey Jensen (1965) es un historiador estadounidense, especializado en historia militar e historia de España, incluida la del África española.

## Biografía
Nacido en 1965, es autor de obras como Irrational triumph. Cultural despair, Military Nationalism, and the Ideological Origins of Franco 's Spain (2001), en la que hace un seguimiento de la ideología del sector militar español a finales del siglo xix y comienzos del xx, antes de la Guerra Civil, a través de cuatro militares de distinto pensamiento: Ricardo Burguete y Lana, Antonio García Pérez, Enrique Ruiz Fornells y José Millán Astray, War in the Age of Technology: Myriad Faces of Modern Armed Combat by Geoffrey Jensen (2001), junto a Andrew Wiest, Francisco Franco: Soldier, Commander, Dictator (2005), una biografía del dictador español Francisco Franco, o Cultura militar española. Modernistas, tradicionalistas y liberales (2014), entre otras.  